# Bronnibrownia
Bronnibrownia es un género de foraminífero planctónico considerado como nomen nudum e invalidado, aunque también considerado un sinónimo posterior de Pseudotextularia de la Subfamilia Heterohelicinae, de la Familia Heterohelicidae, de la Superfamilia Heterohelicoidea, del Suborden Globigerinina y del Orden Globigerinida. Su rango cronoestratigráfico abarcaba el Maastrichtiense (Cretácico superior).

## Descripción
Su descripción coincide con la del género Pseudotextularia, ya que Bronnibrownia, al igual que su sustituto posterior Bronnimannella, ha sido considerado un sinónimo subjetivo posterior.

## Discusión
El género Bronnibrownia no ha tenido mucha difusión entre los especialistas. Bronnibrownia no fue correctamente definido, ya que no fue asignado ninguna especie tipo, y por tanto fue considerado nomen nudum e invalidado. Fue posteriormente correctamente definido pero con el nombre Bronnimannella. La mayor parte de autores han considerado Bronnibrownia (= Bronnimannella) un sinónimo subjetivo posterior de Pseudotextularia. Clasificaciones posteriores hubiesen incluido Bronnibrownia (= Bronnimannella) en el orden Heterohelicida.

## Clasificación
En Bronnibrownia no se ha considerado ninguna especie.